# Gil Pomeranz
Gil Pomeranz (* 17. November 1991 in Tel Aviv, Israel) ist ein Handballspieler, der beim israelischen Verein  Maccabi Tel Aviv spielt und für die israelische Nationalmannschaft aufläuft. Neben der israelischen besitzt er auch die deutsche Staatsbürgerschaft.

## Karriere
Gil Pomeranz spielte in seiner Heimat bei Maccabi Tel Aviv, für den er 2012/13 im EHF Challenge Cup und 2013/14 im EHF Europa Pokal auflief, und mit dem er 2014 die Meisterschaft gewann. Auf Empfehlung seines Bruders Chen, der seit 2012 beim TV Großwallstadt spielte, wechselte der 1,81 Meter Linksaußen 2014 zum TVG, bei dem er einen Einjahresvertrag unterschrieb und den Langzeitverletzten Florian Eisenträger ersetzte.
Aufgrund der Insolvenz des TV Großwallstadt wechselte Pomeranz nach nur einer Saison zurück zu Maccabi Tel Aviv. 2016 gewann er mit Maccabi Tel Aviv zum zweiten Mal die Meisterschaft.
Mit der israelischen Nationalmannschaft nahm Pomeranz an der Qualifikation für die Europameisterschaft 2014 in Dänemark teil.